# L'amore in bocca
L'amore in bocca è un singolo del duo musicale italiano Santi Francesi, pubblicato il 7 febbraio 2024.
Il brano è stato presentato in gara durante la 74ª edizione del Festival di Sanremo, dove si è classificato al diciottesimo posto al termine della kermesse musicale.

## Antefatti
Nel novembre 2023, i Santi Francesi vengono annunciati tra i nomi dei dodici finalisti di Sanremo Giovani 2023 con il brano Occhi tristi. Nella serata del 19 dicembre 2023 riescono a classificarsi tra le prime tre posizioni, riuscendo ad accedere al Festival di Sanremo 2024.

## Video musicale
Il video musicale, diretto da Nicolò Bassetto, è stato pubblicato in concomitanza all'uscita del brano attraverso il canale YouTube del duo.

## Tracce
Testi e musiche di Alessandro De Santis, Mario Lorenzo Francese, Antonio Filippelli, Daniel Bestonzo e Cecilia Del Bono.
1. L'amore in bocca – 2:52

## Classifiche
| Classifica (2024) | Posizione massima |
| ----------------- | ----------------- |
| Italia            | 24                |